# René Kollo
René Kollo, właśc. René Kollodzieyski (ur. 20 listopada 1937 w Berlinie) – niemiecki śpiewak operowy, tenor.

## Życiorys
Pochodzi z rodziny muzyków. Jego dziadek Walter (1878–1940) był kompozytorem operetek i rewii, ojciec Willi (1904–1988) librecistą operetkowym i kompozytorem. Początkowo występował jako śpiewak w repertuarze rozrywkowym. W latach 1958–1965 odbył w Berlinie studia wokalne u Elsy Vareny. Jako śpiewak operowy debiutował w 1965 roku w Brunszwiku. Od 1967 do 1971 roku był solistą Deutsche Oper am Rhein w Düsseldorfie. Występował gościnnie na wielu scenach, m.in. w Wiedniu, Monachium, Berlinie, Hamburgu, Mediolanie i Wenecji. Początkowo występował w partiach lirycznych (Froh w Złocie Renu, Sternik w Holendrze tułaczu, Eisenstein w Zemście nietoperza, Leński w Eugeniuszu Onieginie), z czasem przeszedł do kreacji wielkich tenorowych ról w operach Richarda Wagnera (Parsifal w Parsifalu, Eryk w Holenderze tułaczu, Lohengrin w Lohengrinie, Walter von Stolzing w Śpiewakach norymberskich). Wielokrotnie występował na festiwalu w Bayreuth, gdzie debiutował w 1969 roku rolą Sternika w Holendrze tułaczu, a na 100-lecie festiwalu w 1976 roku kierował rolę Zygfryda w Pierścieniu Nibelunga. W 1974 roku wystąpił w roli Tamina w Czarodziejskim flecie na festiwalu w Salzburgu. W 1976 roku debiutował na deskach Covent Garden Theatre w Londynie i Metropolitan Opera w Nowym Jorku.
Dokonał licznych nagrań płytowych z rolami w operach Richarda Straussa i Richarda Wagnera, a także m.in. jako Florestan w Fideliu Ludwiga van Beethovena czy w Pieśni o ziemi Gustava Mahlera.